# 卡南库里奇
卡南库里奇（Kannankurichi），是印度泰米尔纳德邦Salem县的一个城镇。总人口16026（2001年）。

## 人口
该地2001年总人口16026人，其中男性8198人，女性7828人；0—6岁人口1832人，其中男936人，女896人；识字率62.14%，其中男性为69.72%，女性为54.20%。